# Kommersant
Kommersant (em russo: Коммерсантъ, muitas vezes abreviado para Ъ) é um jornal diário distribuído nacionalmente e publicado na Rússia, principalmente dedicado à política e aos negócios. A TNS Media e a NRS Rússia certificaram que a circulação do jornal diário em julho de 2013 era de 120.000 a 130.000.

## História

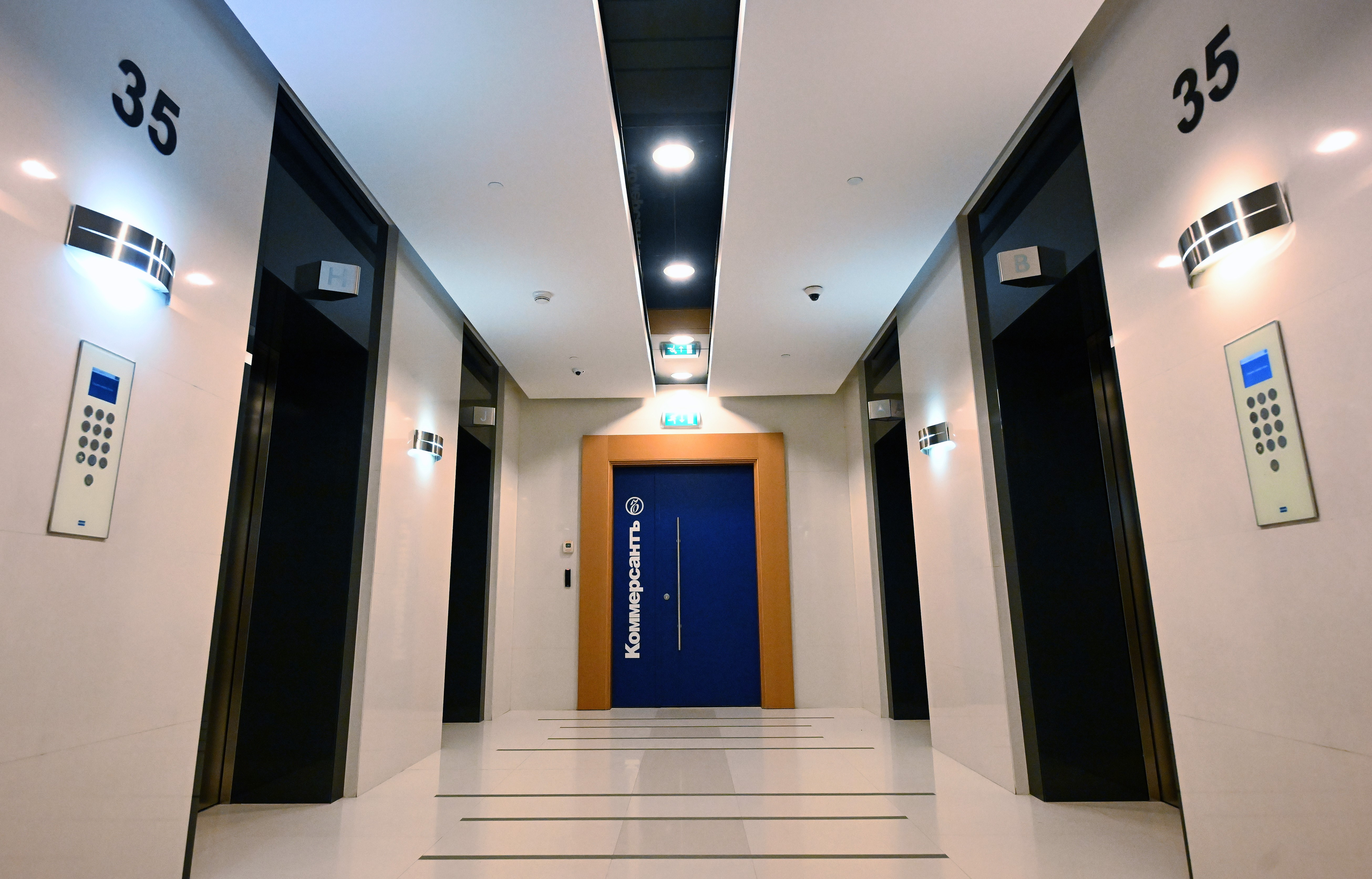
Interior da sede do jornal

O jornal oficial Kommersant foi fundado em Moscou em 1909, mas foi fechado pelos bolcheviques após a Revolução de Outubro de 1917.
Em 1989, com o início da liberdade de imprensa na Rússia, Kommersant foi relançado sob a propriedade do empresário e publicitário Vladimir Yakovlev. A primeira edição foi lançada em janeiro de 1990. Foi modelado com base no jornalismo empresarial ocidental.
O título do jornal é escrito em russo com um sinal terminal forte (ъ) – uma letra que fica muda no final de uma palavra no russo moderno e foi, portanto, amplamente abolida pela reforma ortográfica russa pós-revolução, em referência ao Kommersant original. Isso é enfatizado no logotipo do jornal, que apresenta um sinal de script forte no final de uma fonte um pouco mais formal. O jornal também se refere a si mesmo ou à sua redação como "Ъ".
Fundado como um jornal semanal, tornou-se popular entre as elites empresariais e políticas. Tornou-se então um jornal diário em 1992. Foi propriedade do empresário Boris Berezovsky de 1999 até 2006, quando o vendeu a Badri Patarkatsishvili. Em setembro de 2006, foi vendido para Alisher Usmanov.
Em 2008, a BBC News nomeou Kommersant um dos principais jornais liberais de negócios da Rússia.
Foi argumentado que o Kommersant usa estrategicamente um tom irónico nas suas reportagens, permitindo-lhe manter um grau de independência em períodos de severa censura estatal.